# Manoir de la Billardais
Le manoir de la Billardais est un édifice situé à Caro en France.

## Localisation
Le manoir est situé sur le territoire de la commune de Caro, au lieu-dit la Billardais, dans le département du Morbihan en région Bretagne.

## Description
Le manoir date des XVe et XVIe siècles, les bâtiments sont construits autour d'un cour fermée, on y pénétrait par un porche surmonté d'un logis destiné, semble-t-il, au prêtre qui desservait la chapelle Sainte-Anne, formant l'un des côtés du porche. Sur l'une des fenêtres d'étage du logis, armes en alliance de la famille du Guiny : d'azur au croissant d'or, et de la famille de Maure : de gueules au croissant de vair. Édifice à un étage carré consrtruit en moellons de granite et de schiste. Toiture à  longs pans recouverte d'ardoises, pignon couvert.

## Historique
La chapelle Sainte-Anne avec logis sur porche d'entrée sont construits à la limite des XVe et XVIe siècles. Le logis principal est construit vers 1550 par Jean du Guiny et Françoise de Maure. Remanié au XIXe siècle. De la chapelle désaffectée, provient l'autel du Saint-Sacrement aujourd'hui placé dans l'église paroissiale.
Le manoir est inscrit à l'inventaire général du patrimoine culturel.